# Hållen
Hållen är en liten by, strax öster om Gottne i Örnsköldsviks kommun, Västernorrlands län. Byn ingår som en av flera byar i det som lokalt benämns Gottnebygden. Byn hade cirka 25 invånare (2010). Namnet lär ha kommit sig av att byn ligger mitt på hållet mellan Gottne och Moliden.